# آتالایا (آلاگواس)
آتالایا (به پرتغالی: Atalaia) یک منطقهٔ مسکونی در برزیل است که در آلاگواس واقع شده‌است. آتالایا ۴۷٬۳۶۵ نفر جمعیت دارد.